# 岩中睦樹
岩中 睦樹（いわなか むつき、1994年1月7日 - ）は、日本の男性声優。福岡県北九州市出身。マウスプロモーション所属。

## 略歴
声をいじるのが好きで、その延長線上で職業としての声優を知って、憧れて専門学校に入学。小さい頃から、人のマネをすること、モノの音を真似るの好きで、何か物を使っていた時の音を聞いて、「こんな音が出るんだ、僕も出せそう」と声真似をしていたという。
2015年頃からアニメとゲームのモブを中心に出演。2016年4月1日付でマウスプロモーションに所属。

## 人物
方言は北九州弁、博多弁。
趣味・特技 ヘアセット（男女）・鼻笛・効果音・声帯模写。

## 出演

### テレビアニメ
2015年
- アイカツ!（スタッフ）
- ビキニ・ウォリアーズ - ノンクレジット

2016年
- タイムトラベル少女〜マリ・ワカと8人の科学者たち〜（チームメイトC）
- D.Gray-man HALLOW（警官、レベル3）
- テイルズ オブ ゼスティリア ザ クロス（兵士）
- アイカツスターズ!（2016年 - 2017年、男性MC、客、通行人、ディレクター、車内アナウンス）
- ViVid Strike!（不良）
- ジョジョの奇妙な冒険（2016年 - 2023年、アキラ、軍人A） - 2シリーズ
- ドリフェス!（スタッフ、アナウンサー）
- ろんぐらいだぁす!（客）
- アイドルメモリーズ（若者）
- うたの☆プリンスさまっ♪ マジLOVEレジェンドスター（使用人2、ディレクター）
- TRICKSTER -江戸川乱歩「少年探偵団」より-（本村慧）

2017年
- AKIBA'S TRIP -THE ANIMATION-（客A、プロゲーマーB、ジャッカル、オタク）
- 3月のライオン（クラスメイト、放科部員、生徒）
- ハンドシェイカー（男性）
- 月がきれい（立花大輔、陸上部員）
- パズドラクロス（部下、客）
- アトム ザ・ビギニング（見物人A、山田とゆかいな仲間たち1）
- カブキブ!（男子生徒）
- sin 七つの大罪（冒険者たち）
- 王室教師ハイネ（学生）
- ロクでなし魔術講師と禁忌教典（ルキオ＝シャールス）
- バチカン奇跡調査官（マリオ・ロッテ）
- ボールルームへようこそ（不良C、男性客B、ダンサーB、観客B、不良A）
- ようこそ実力至上主義の教室へ（2017年 - 2024年、山内春樹） - 3シリーズ
- ドリフェス!R（黍野宗二）

2018年
- 博多豚骨ラーメンズ（タカシ、男、舎弟、山本、暴漢 他）
- キャプテン翼（第4作）（2018年 - 2024年、井沢守、ラング、コージ、ゴルバテ、マイヤー 他） - 2シリーズ
- ムヒョとロージーの魔法律相談事務所（警備員(2)）
- ゴブリンスレイヤー（圃人斥候）

2019年
- なむあみだ仏っ!-蓮台 UTENA-（男性）
- イナズマイレブン オリオンの刻印（ベラスコ・メレンデス、アルトゥール）
- ぼくたちは勉強ができない（男生徒A）
- 放課後さいころ倶楽部（大野涼平）
- アフリカのサラリーマン（こどもワニ、チンピラワニ、キリン先生）
- 星合の空（審判、観客）

2020年
- LISTENERS リスナーズ（男子生徒B）
- かぐや様は告らせたい?〜天才たちの恋愛頭脳戦〜（男子生徒）
- とある科学の超電磁砲T（男子）
- カードファイト!! ヴァンガード外伝 イフ-if-（灼熱の獅子 ブロンドエイゼル）
- 『ヒプノシスマイク -Division Rap Battle-』Rhyme Anima（入鳩間刑事）

2021年
- 2.43 清陰高校男子バレー部（紋代中部員）
- SELECTION PROJECT（当麻太郎）

2022年
- ハコヅメ〜交番女子の逆襲〜（少年）
- 永遠の831（大学生）
- 恋は世界征服のあとで（門下生A）
- パズドラ（衛兵B）

2023年
- イジらないで、長瀞さん 2nd Attack（男A）
- 機動戦士ガンダム 水星の魔女（パイロットの生徒）
- デッドマウント・デスプレイ（幌島ヒイロ） - 2シリーズ
- AIの遺電子（ジェイ）
- あやかしトライアングル（男子生徒）
- ひきこまり吸血姫の悶々（天照楽土兵）

2024年
- ガールズバンドクライ（日比野華男、バンド男）
- 喧嘩独学（店員）
- 2.5次元の誘惑（男子生徒D）
- ネガポジアングラー（佐々木常宏）
- 妻、小学生になる。（愛川蓮司）

2025年
- BEYBLADE X（三頭ミリオン）
- ちくわ戦記〜おれのカワイイで地球侵略〜（犬宮伴次郎）
- 青春ブタ野郎はサンタクロースの夢を見ない（福山拓海）

- 特装合体ロボ ジョブレイバー（ジョブロイド ACE[12]、エースブレイバー）

### 劇場アニメ
- COCOLORS（2017年、シュウ[20]）
- ハイキュー!! 才能とセンス（2017年、沢内求[21]）
- BURN THE WITCH（2020年、パパラッチ）

### Webアニメ
2010年代
- planetarian 〜ちいさなほしのゆめ〜（2016年）
- マウスどうぶつえん（2017年 - 、シカのむつき）
- ソードガイ The Animation（2018年、平太、ビリー）

2020年代
- マウスどうぶつえん名作劇場（2020年、シカのむつき）
- ULTRAMAN（2022年、土蜘蛛〈ワドラン星人〉、敵A）
- 賭ケグルイ双（2022年、善咲会会員B）
- ロマンティック・キラー（2022年、カッツン）
- Duel Masters LOST 〜月下の死神〜（2024年、警官2）

### ゲーム
2016年
- ガーディアンクラッシュ（リチャード）
- Collar×Malice（砂森雄毅）
- ゴッドオブハイスクール（島袋真一）
- 三国志ものがたり（李蒙）
- 三国FANTASY（諸葛亮、周瑜 、曹洪、甘寧）
- 白猫テニス（道化師のジェスタ）
- タワー オブ プリンセス（ゼーレ）
- ドラゴンプロジェクト（フリー）
- パズルワンダーランド（シュヴァルツ、ニール）
- ピカピカナース物語 小児科はいつも大騒ぎ（神山つばさ）

2017年
- 幻想少女（陸遜、潘鳳）
- グランブルーファンタジー（2017年 - 2021年、ヘンリー）

2018年
- でみめん（コナ）
- Caligula Overdose -カリギュラ オーバードーズ-
- キャプテン翼ZERO ～決めろ！ミラクルシュート～（井沢守）

2020年
- ファイナルファンタジーVII リメイク
- エンゲージソウルズ（トウヤ）
- キャプテン翼 RISE OF NEW CHAMPIONS（井沢守、近藤剛）
- WAR OF THE VISIONS ファイナルファンタジー ブレイブエクスヴィアス 幻影戦争（カミッロ）

2022年
- eBASEBALLパワフルプロ野球2022（日輪暁）
- プロジェクトセカイ カラフルステージ！ feat. 初音ミク（宮田颯真）

2023年
- ヘブンバーンズレッド（なべ、父）

2024年
- BAR ステラアビス（ジンガ）
- ファイナルファンタジーVII リバース
- UFOロボ グレンダイザー たとえ我が命つきるとも（兜甲児） - 日本語版
- デッドライジング デラックスリマスター
- コール オブ デューティ ブラックオプス 6（マトヴェイ・グセフ）

2025年
- モンスターハンターワイルズ

### ドラマCD
- 新妻くんと新夫くん（2016年、服[37]）
- セブンスシスターズ2031〜夏のコミジェネ・伝説のゲリラライブの巻〜（2016年）[38]
- MAUSU THEATER
  - Vol.001 - Vol.006（おとなり電波）
  - Vol.007 - Vol.012（数をいうまい、伊織のヒモ）
  - Vol.014（ほんと、あの、ご馳走様です...）
  - Vol.020（drunk×drunk）
  - Vol.037 - Vol.038（マウスおとぎばなし）
  - Vol.041- Vol.046（トラブルトラベリン）
  - Vol.070、Vol.074 - Vol.075（魔王軍のリストラ計画）
  - Vol.078（支配人）
  - Vol.081（魔女が吸血鬼を拾ったら）

### 吹き替え

#### 担当俳優
ソン・ガン
- 恋するアプリ Love Alarm（2019年、ファン・ソノ）
- Sweet Home -俺と世界の絶望-（2020年、チャ・ヒョンス）
- わかっていても（2021年、パク・ジュオン）
- 気象庁の人々: 社内恋愛は予測不能?!（2022年、イ・シウ）
- ビューティフル・ヴァンパイア（2022年、イ・ソニョン）

#### 映画
- レディ・プレイヤー1（2018年、熱いプレーヤー[40]）
- アグネスと幸せのパズル（2018年）
- ルディ・レイ・ムーア（2019年、ニック〈コディ・スミット＝マクフィー〉）
- ジョーカー（2020年、不良1[41]）
- ミッドウェイ（2021年、マレー〈キーアン・ジョンソン〉[42]）
- 闇はささやく（2021年、エディ・ヴァイル〈アレックス・ニューステッター〉）
- シャン・チー/テン・リングスの伝説（2021年、ルイファ[43]）
- ある日、クイーンズで（2023年、スティック〈ジェイコブ・ワード〉[44]）
- オペレーション・ナポレオン ナチスの陰謀（2024年、エリアス〈アトリ・オスカー・フィヤラーズソン〉[45]）
- コヴェナント/約束の救出（2024年、スティーブン・カーシャー二等軍曹〈ボビー・スコフィールド〉他）
- ビートルジュース ビートルジュース（2024年、サーファー[46]）
- ジョーカー:フォリ・ア・ドゥ（2024年、分身男[47]）
- ヴェノム:ザ・ラストダンス（2024年[48]）
- エア・ロック 海底緊急避難所（2024年、ダニーロ〈アヌエル・パシフィック〉[49]）
- パディントン 消えた黄金郷の秘密（2025年[50]）

#### ドラマ
- THE PATH/ザ・パス（2018年、ホーク・レーン〈カイル・アレン〉）
- サブリナ: ダーク・アドベンチャー（2018年、ハービー・キンクル〈ロス・リンチ〉）
- アナザー・ライフ（2019年、ゼイン）
- 梨泰院クラス（2020年、チャン・グンス〈キム・ドンヒ〉[51]）
- 七日の王妃（2022年、ソノ）
- ウェンズデー（2022年、タイラー・ガルピン〈ハンター・ドゥーハン）〉
- HEARTSTOPPER ハートストッパー（2022年、ニコラス・“ニック”・ネルソン〈キット・コナー〉）
- THE SWARM/ザ・スウォーム（2023年、レオン・アナワク〈ジョシュア・オジック〉）
- スタートレック:ストレンジ・ニュー・ワールド（2023年）
- ビューティ・イン・ブラック（エンジェル〈ハビエル・スモールズ〉）

#### アニメ
- マーベル スパイダーマン（2017年 - 2022年、スパイダーマン / ピーター・パーカー）
- 時光代理人 -LINK CLICK-（2022年、部員）
- スパイダーマン:アクロス・ザ・スパイダーバース（2023年、ピーター・パーカー / リザード）
- 百妖譜（2024年、少年）

### デジタルコミック
- ブレイブ フロンティア 第一話「二つの邂逅」（2017年、ノエル[52]）
- メロと恋の魔法（2019年、西園寺コウ[53]）
- キョーダイなんかじゃいられない！（2019年、泉朝陽[54]）
- BLACK MILK（2021年、ヴラット[55]）
- ノーマルガール（2023年、店員[56]、サラリーマン男性[57]）
- スライム聖女（2024年、シェフ[58]）

### ラジオ
※はインターネット配信。
- 月刊 新・男前通信12月号〜月刊 岩中睦樹（2024年、文化放送モバイルplus※[59]）

### その他コンテンツ
- 補講男子（2024年、咲良樹[60]）
- スライム聖女 PV（2024年、シェフ[61]）

### シリーズ一覧
1. ↑  3rd Season『ダイヤモンドは砕けない』（2016年）、5th Season『ストーンオーシャン』第3クール（2023年）
2. ↑  第1期（2017年）、第2期『2nd Season』（2022年）、第3期『3rd Season』（2024年）
3. ↑  シーズン1（2018年 - 2019年）、シーズン2『ジュニアユース編』（2023年 - 2024年）
4. ↑  第1クール（2023年）、第2クール（2023年）